# (4721) Atahualpa
(4721) Atahualpa est un astéroïde de la ceinture principale.

## Description
(4721) Atahualpa est un astéroïde de la ceinture principale. Il fut découvert par Cornelis Johannes van Houten et Tom Gehrels le 29 septembre 1973 à l'observatoire Palomar. Il présente une orbite caractérisée par un demi-grand axe de 2,253 UA, une excentricité de 0,1229 et une inclinaison de 4,366° par rapport à l'écliptique.
Il fut nommé en hommage à Atahualpa (1497-1533), dernier empereur de l'empire inca indépendant.

## Compléments